# Сорочан Микола Антонович
Микола Антонович Сорочан (нар. 1928, село Новосергіївка, тепер Березнегуватського району Миколаївської області — 1999) — український радянський діяч, бригадир електрозварників Чорноморського суднобудівного заводу у Миколаєві. Герой Соціалістичної Праці (1971). Депутат Верховної Ради УРСР 7-9-го скликань.

## Біографія
Освіта середня. У 1945 році закінчив школу фабрично-заводського навчання № 3.
З 1945 р. — учень ремісничого училища, електрозварник Чорноморського суднобудівного заводу у місті Миколаєві Миколаївської області.
У 1949 — 1978 р. — бригадир електрозварників Чорноморського суднобудівного заводу Миколаївської області.
Член КПРС з 1964 року.
З 1978 р. — майстер виробничого навчання Миколаївського середнього професійно-технічного училища № 5.
Потім — на пенсії у місті Миколаєві Миколаївської області.

## Нагороди
- Герой Соціалістичної Праці (1971)
- орден Леніна (1971)
- ордени
- медалі